# جشنة طويلة الساقين
جشنة طويلة الساقين (الاسم العلمي: Anthus pallidiventris) (بالإنجليزية: Long-legged Pipit)‏ هو طائر صغير من الجواثم ينتمي لفصيلة التمرة وأم عجلان.